# Kaizoku-Ban
Kaizoku-Ban est un mini album live (EP) du groupe de metal allemand Accept. Il a été enregistré au Japon, à Nagoya le 19 septembre 1985 et est sorti la même année. Il fut réédité sous le titre Live in Japan en 1992. Bien que cet enregistrement soit parfaitement officiel, son titre en japonais signifie "édition pirate" ou "bootleg" ("ブートレグ")

## Contexte
Le disque avait été conçu à l'origine comme un pirate officieux. Hoffmann explique les circonstances qui les ont amenés à sortir ce disque :

« Notre Label japonais avait besoin d'un produit live pour son marché intérieur. Ils nous a envoyé un vingt-quatre pistes mobile qui a enregistré deux concerts à Nagoya. Cela ne nous paraissait pas vraiment sérieux. En écoutant les bandes, nous nous sommes ensuite aperçus qu'elles étaient bonnes. »

Baltes remarque rétrospectivement :

« "Kaizoku Ban" a constitué une excellente expérience. La plupart des albums en public sont bourrés de dubs, de réenregistrements. La première fois que nous l'avons écouté, nous avons été surpris : il était bon, sans même le trafiquer. Aujourd'hui,nous savons que nous sommes capables de faire un live qui tient la route. C'est plutôt agréable comme sensation. »

## Liste des titres
1. Metal Heart - 5:23
2. Screaming for a Love-Bite - 4:24
3. Up to the Limit - 4:53
4. Head over Heels - 5:58
5. Love Child - 4:44
6. Living for Tonite - 3:53

## Crédits
1. Metal Heart: Peter Baltes, Udo Dirkschneiddor[Note 1], Jörg Fischer, Wolf Hoffmann, Stefan Kaufmann, Deaffy[Note 2]
2. "Screaming for a Love-Bite": Peter Baltes, Udo Dirkschneider, Jörg Fischer, Wolf Hoffmann, Stefan Kaufmann, Deaffy
3. "Up to the Limit":Peter Baltes, Udo Dirkschneider, Jörg Fischer, Wolf Hoffmann, Stefan Kaufmann, Deaffy
4. "Head over Heels": Accept, Deaffy
5. "Love Child": Accept, Deaffy
6. "Living for Tonite": Peter Baltes, Udo Dirkschneider, Jörg Fischer, Wolf Hoffmann, Stefan Kaufmann, Deaffy

## Composition du groupe
- Udo Dirkschneider : Chant
- Wolf Hoffmann : Guitare
- Jörg Fischer : Guitare
- Peter Baltes : Basse
- Stefan Kaufmann : Batterie

## Rééditions
Kaizuko-Ban fut une première fois réédité dans son intégralité et avec une pochette différente, en 1992 sous le titre Live in Japan. Il est par la suite ressorti en format CD cette fois-ci en 2005 à l'initiative de Sony Japon avec la pochette originale et sous le titre Kaizuko-Ban. De plus les six chansons de cet EP furent ajoutées à trois albums en guise de pistes bonus lors de leurs rééditions en 2002 par BMG: Metal Heart, Screaming for a Love-Bite, Up To The Limit et Living For Tonight (pistes 1, 2, 3 et 6) figurent sur l'album Metal Heart, Head over Heels et Love Child (pistes 4 et 5) sur Balls to the Wall.